# Protandrena blandula
Protandrena blandula är en biart som beskrevs av Timberlake 1976. Protandrena blandula ingår i släktet Protandrena och familjen grävbin. Inga underarter finns listade i Catalogue of Life.